# Насау (Минесота)
Насау (енгл. Nassau) град је у америчкој савезној држави Минесота.

## Демографија
По попису из 2010. године број становника је 72, што је 11 (-13,3%) становника мање него 2000. године.
| Група             | 2000.      | 2010.       |
| Белци             | 79 (95,2%) | 72 (100,0%) |
| Афроамериканци    | 0 (0,0%)   | 0 (0,0%)    |
| Азијати           | 2 (2,4%)   | 0 (0,0%)    |
| Хиспаноамериканци | 2 (2,4%)   | 0 (0,0%)    |
| Укупно            | 83         | 72          |